# Dolichoderus cornutus
Dolichoderus cornutus es una especie extinta de hormiga del género Dolichoderus, subfamilia Dolichoderinae. Fue descrita científicamente por Mayr en 1868.
Habitó en Europa, en Lituania, Polonia y Rusia.